# Дмитриј Харин
Дмитриј Викторович Харин (рус. Дми́трий Ви́кторович Ха́рин; Москва, 16. август 1968) бивши је руски фудбалер, који је играо на позицији голмана.

## Каријера

### Клуб
Дебитовао је 1984. године за тим Торпедо из Москве, у којем је провео неколико сезона, одигравши 63 меча у првенству. За то време освојио је трофеј победника Купа СССР-а.
Касније, од 1988 до 1992, играо је у Динаму и ЦСКА из Москве. Током ових година на листу освојених трофеја додао је још један у Купу СССР-а, а постао је првак СССР-а.
Потом је потписао уговор са енглеским клубом Челси, којем се придружио 1992. године. За лондонски клуб је играо наредних седам сезона. За то време, освојио је ФА куп, а постао је победник Купа победника купова.
Од 1999. до 2002. бранио је боје шкотског Селтика. Са клубом је освојио две титуле првака Шкотске, иако није био стандардан на голу.
Професионалну играчку каријеру завршио је у нижелигашу Хорнчерч, за чији је тим играо до 2004. године.
Од 2004. до 2013. године, Харин је био тренер голмана у Лутон Тауну. Његов млађи брат Михаил играо је фудбал професионално.

### Репрезентација
Играо је за младу репрезентацију СССР-а. Био је шампион Европе у конкуренцији омладинских тимова (1985). Одиграо је 14 утакмица за олимпијски тим СССР-а, учествовао је на завршном турниру Олимпијских игара 1988. у Сеулу, где је са екипом освојио златну медаљу (одиграо 6 мечева).
За сениорску репрезентацију СССР одиграо је 6 мечева, за Заједницу независних држава (11 мечева, рекорд) и за репрезентацију Русије (23 утакмице). Био је учесник Европског првенства 1992. у Шведској (3 меча), Светског првенства 1994. у САД (2 меча, био капитен репрезентације) и Европског првенства 1996. у Енглеској (1 меч). Последњи меч за национални тим одиграо је 5. септембра 1998. против репрезентације Украјине.

## Успеси

### Клуб
Торпедо Москва
- Куп СССР: 1986.

ЦСКА Москва
- Првенство СССР: 1991.
- Куп СССР: 1991.

Челси
- ФА куп: 1997.
- Куп победника купова: 1998.
- УЕФА суперкуп: 1998.

Селтик
- Куп Шкотске: 2000, 2001.

### Репрезентација
СССР
- Златна медаља Олимпијске игре 1988. године у Сеулу